# Hermann Walter (Altphilologe)
Hermann Walter (* 4. März 1934 in Neuwied) ist ein deutscher Altphilologe.

## Leben
Hermann Walter studierte Klassische Philologie an der Universität Göttingen, wo er 1963 mit einer Dissertation über den spätantiken Grammatiker Solinus zum Dr. phil. promoviert wurde. 1969 ging er als wissenschaftlicher Assistent Ernst Vogts an die Universität Mannheim, wo er am Aufbau des Seminars für Klassische Philologie beteiligt war. 1976 wurde er als Akademischer Rat verbeamtet. Nach seiner Habilitation (1978) wurde er im Juni 1980 zum Akademischen Oberrat und Professor ernannt. Er trat 1999 in den Ruhestand.
Neben den römischen Grammatikern gehört auch die Rezeption der antiken Mythologie zu Walters Forschungsschwerpunkten.

## Schriften (Auswahl)
- C. Julius Solinus und seine Vorlagen. In: Classica et Mediaevalia. Band 24 (1963), S. 86–157.
- Die „Collectanea Rerum Memorabilium“ des C. Iulius Solinus. Ihre Entstehung und die Echtheit ihrer Zweitfassung (= Hermes: Einzelschriften. Heft 22). Franz Steiner, Wiesbaden 1969.
- als Herausgeber mit Hans-Jürgen Horn: Die Rezeption der Metamorphosen des Ovid in der Neuzeit. Der antike Mythos in Text und Bild. Internationales Symposion der Werner Reimers-Stiftung Bad Homburg v. d. H. (22.–25. April 1991). Gebr. Mann, Berlin 1995, ISBN 3-7861-1788-8.
- mit Hans-Jürgen Horn: Die Allegorese des antiken Mythos in der Literatur, Wissenschaft und Kunst Europas (= Wolfenbütteler Forschungen. Band 75). Harrassowitz, Wiesbaden 1997, ISBN 3-447-03748-2.
- mit Gerlinde Huber-Rebenich und Sabine Lütkemeyer: Ikonographisches Repertorium zu den Metamorphosen des Ovid. Die textbegleitende Druckgraphik. Band 2: Sammeldarstellungen. Gebr. Mann, Berlin 2004, ISBN 3-7861-2473-6.
- mit Gerlinde Huber-Rebenich und Sabine Lütkemeyer: Ikonographisches Repertorium zu den Metamorphosen des Ovid. Die textbegleitende Druckgraphik. Band 1,1: Narrative Darstellungen. 2 Teilbände, Gebr. Mann, Berlin 2014, ISBN 978-3-7861-2648-5.